# フリータウン
フリータウン（Freetown）は、シエラレオネ共和国の首都。同国最大の都市である。
人口は130.9万人（2023年推定）。同国南西部のフリータウン半島に位置し、シエラレオネ川の西に大西洋を臨む港湾都市。埠頭であるクイーン・エリザベス2世・キーはフリータウン最大の公共交通機関の要所である。イギリスの解放奴隷が建設した欧米型の都市で、かつて西アフリカの経済や文化の中心地だった。

## 歴史
1787年にグランビル・シャープを中心にトマス・クラークソン、ウィリアム・ウィルバーフォースら奴隷制度廃止主義者らにより、奴隷貿易廃止促進協会が結成され、「自由の国」をスローガンとしたイギリスの解放奴隷の黒人らによるシエラレオネの入植計画が始まった。グランビル・シャープは解放奴隷の町建設の為、現地部族テムネ族のトム王から土地を貰いフォーラー・ベイ付近グランビルタウン（後にクラインタウンと改名）の入植するが、テムネ族のトム王の後継者ジミー王による攻撃やマラリアなどの病気により多くの入植者が死に、失敗していた。1791年グランビル・シャープの後継者として、奴隷貿易廃止促進協会のメンバーでもあった、アレクサンダー・ファルコンブリッジ指導の下、入植失敗したグランビルタウンはクラインタウンと改名し、再建設されるがこれも結局成功しなかった。

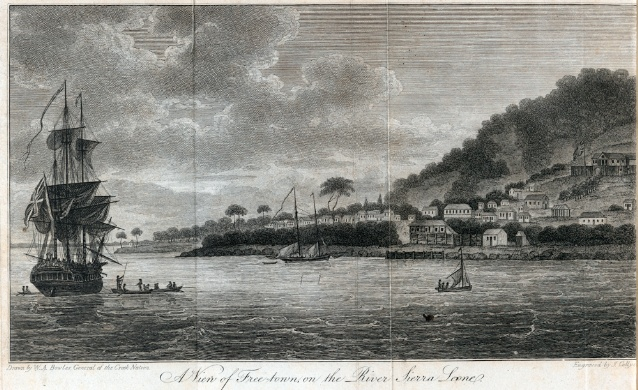
1803年当時のフリータウン

1792年トマス・クラークソンの弟で、イギリスの奴隷制度廃止を推進するシエラレオネ会社のエージェントであったイギリス軍人ジョン・クラークソン中尉により、イギリスや北アメリカ（カナダのノヴァスコシア州）やジャマイカなどの奴隷制度から解放され自由になった黒人たちの移住地として再びシエラレオネでフリータウンは建設された。兄トマスの後を引き継ぎ、ジョン・クラークソンはアメリカ独立戦争で、カナダのノヴァスコシア州に移されていたイギリスの為に戦った元奴隷の黒人達をシエラレオネに移住させる計画をしていた。サウスカロライナ州のトーマス・ピーターズを中心にバプテストの牧師デヴィッド・ジョージ、メソジストの牧師モーゼス・ウィルキンソンらノヴァスコシアの解放奴隷の黒人らはフリータウン植民地の代表的な創立者であり、彼らはフリータウンに移住する為に、ノヴァスコシアの解放奴隷の黒人達に対して入植の募集をし、カトー・パーキンスやジョセフ・レオナルドの様なアメリカの奴隷反対主義者も支援していた。1822年に建設されたシエラレオネの隣国リベリアの首都モンロビアもアメリカの解放奴隷の黒人により、建設された入植地であるが、フリータウンは其れよりも古い解放奴隷の入植地であった。ノヴァスコシア州から入植しに来た黒人達は当初、フリータウンのセトラータウンと呼ばれる地域に移住し、彼らはノヴァスコシアン・セトラーズと呼ばれていた。1800年になると、ジャマイカからノヴァスコシアに移されていた逃亡奴隷マルーン550人もフリータウンに移住しマルーンタウン地域を設立した。

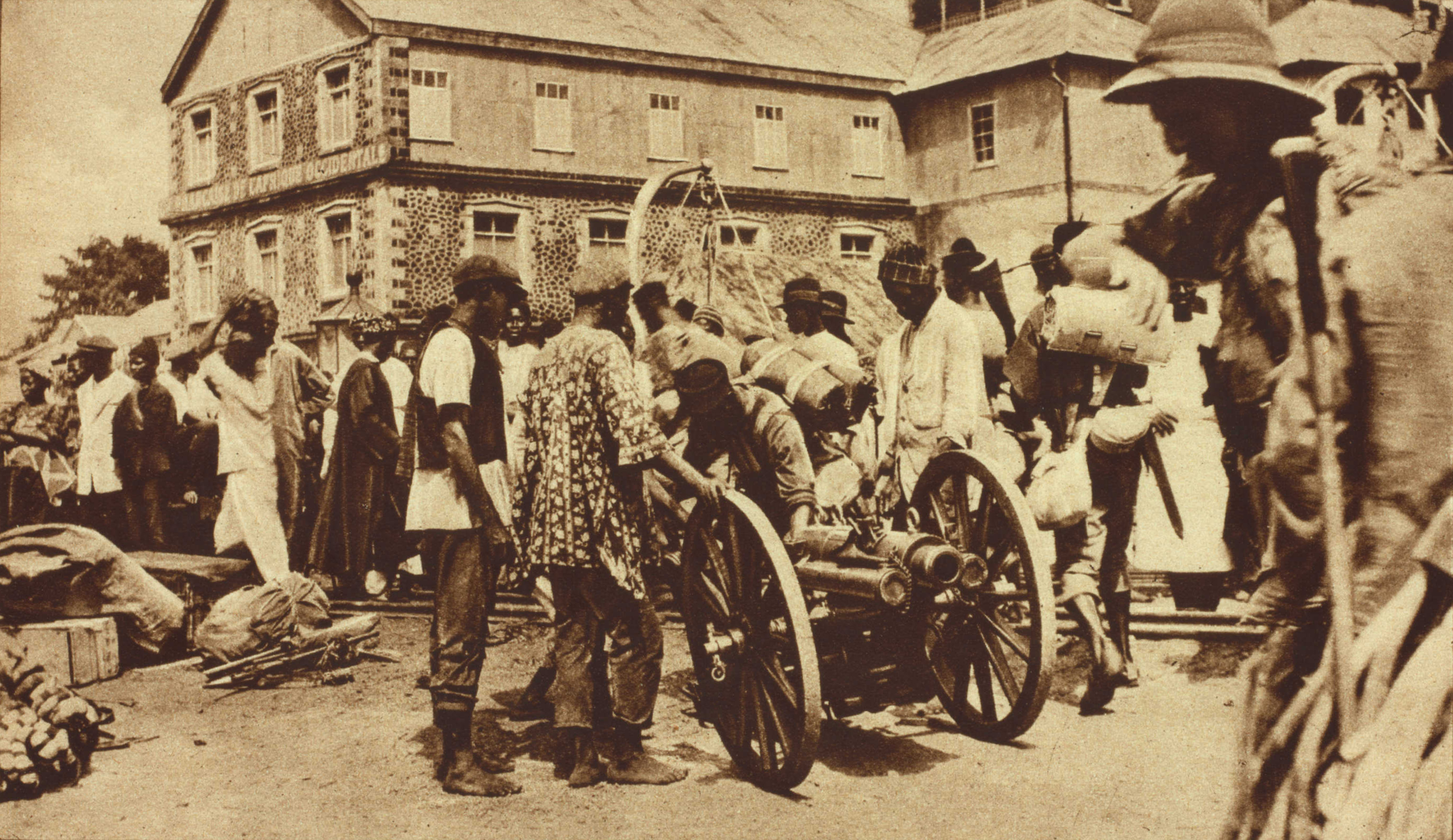
イギリス遠征軍inフリータウン（西アフリカ戦線）

第一次世界大戦中にフリータウンは大西洋のイギリス軍の重要な作戦拠点の一つとなり、イギリス海軍の軍艦が補給のためにフリータウン港に入港していた。さらに第二次世界大戦の時はイギリスはフリータウンに連合軍の輸送の中継地として海軍の基地を築いた。
1997年、シエラレオネ内戦が激化。当時政権にあったアフマド・テジャン・カバーが内戦により海外亡命したため、暫定政権がフリータウンを支配。暫定政権は反政府軍であるRUFとも手を結び、それまで内戦の影響が比較的少なかったフリータウンにもRUFが侵入。「分捕り作戦」と称したRUFによる略奪作戦が始まり、RUFはフリータウン市民の家を無差別襲撃、あらゆる財産を略奪した。これに対し一般市民は暫定政権への協力を拒み、RUFに抵抗した。
しかし暫定軍事政権と武力をもって戦ったのはECOMOGであった。ECOMOGは暫定軍事政権を崩壊させ、RUFを駆逐しカバー大統領が復権した。
1999年1月、再び息を吹き返したRUFがフリータウンに侵入。殺人・略奪・強姦の限りをつくした。ECOMOGはRUFへの攻撃において、RUFと一般市民の区別がつかなかったため結果的に無差別攻撃となってしまい、多くの市民が巻き込まれて殺害され、フリータウンのコノート病院の前は死体の山となってしまった。
その後2週間にわたり戦闘と殺戮が続いたが、ECOMOGが再びRUFを駆逐した。
1999年、それまで無関心であった国際社会が紛争ダイヤモンド問題に目を向け始めたことをきっかけに、ようやくシエラレオネ内戦の調停に介入しロメ和平合意が行われたが、政府が新政権にRUFを受け入れ、RUF指導者・議長であるアハメド・フォディ・サンコーを副大統領としたため、歪な平和が訪れた。
同年、サンコー議長はフリータウンの自宅で抗議する市民らによって拘束されシエラレオネ警察に引き渡された。

## 経済
シエラレオネから輸出されるダイヤモンド、チタンなどの豊富な鉱産資源は、その大半がフリータウン港から輸出されるなど、海運業が盛ん。産業は軽工業が中心で、食品加工が主だが、ダイヤモンド加工も行なわれる。ただし最近終了した内戦の影響で市街は壊滅的な打撃を受け、また国連により、反政府勢力支配地域から産出されるダイヤモンドの禁輸措置がとられたことで、海運業も行き詰まりを見せた。現在は禁輸措置は解除されたが、都市の復興と貧困対策が課題となっている。

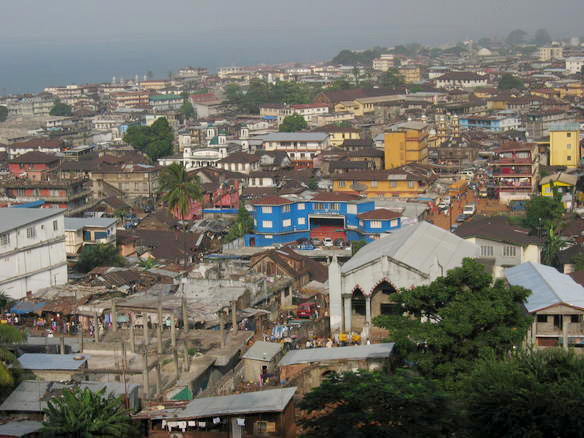
フリータウン市街

## 地理
フリータウンはフリータウン半島の突端に位置し、大西洋に臨む都市である。

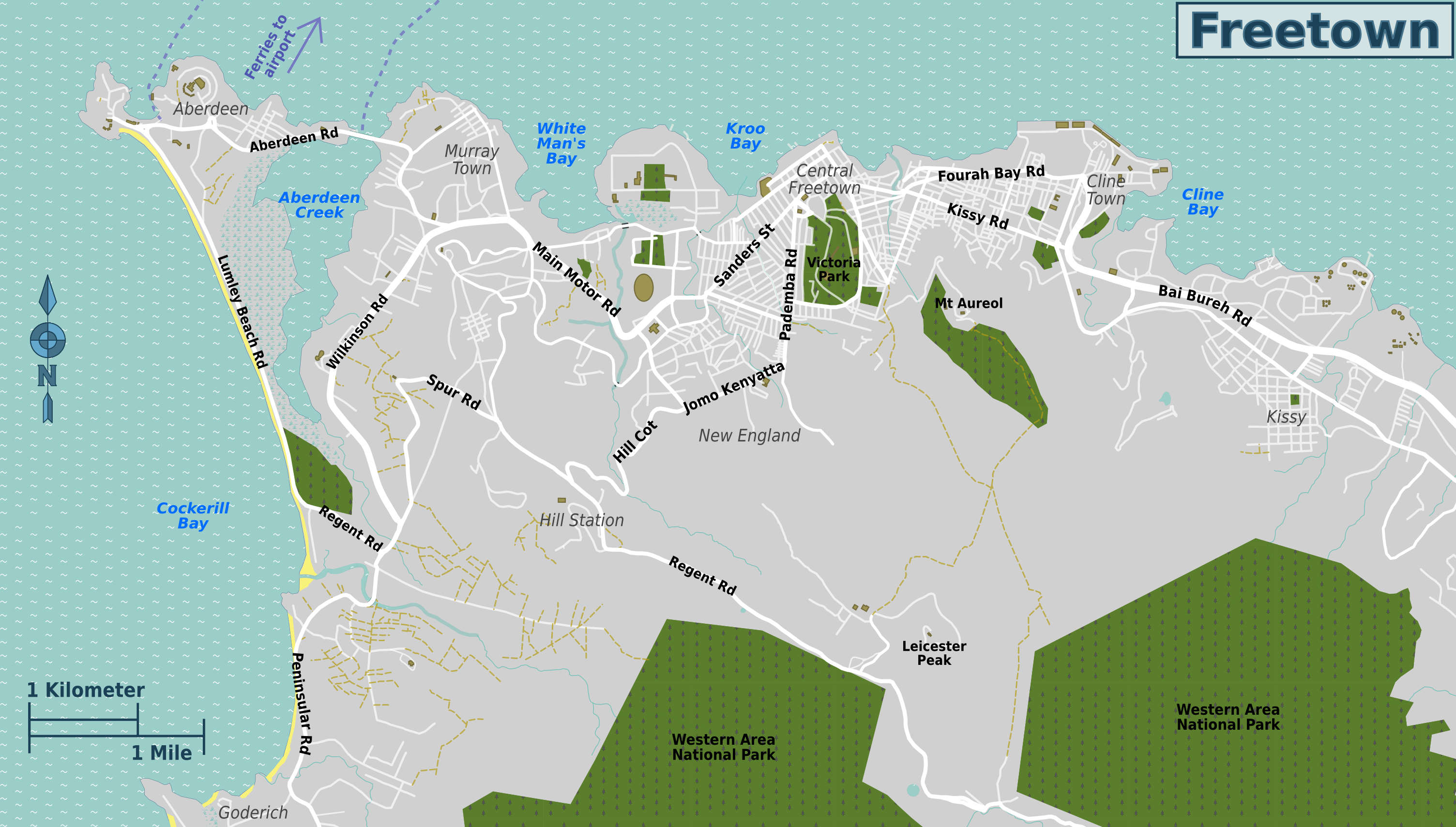
フリータウンの地図

## 気候
シエラレオネの他の地域と同様、フリータウンは雨季（5 - 10月）と乾季（11 - 4月）のある熱帯気候である。雨季の始めと終わりには激しい雷雨に見舞われる。ケッペンの気候区分によると、フリータウンは雨季の膨大な降水量によって熱帯モンスーン気候に分類される。
フリータウンの高い湿度は11月から2月の間は名高いハルマッタン（サハラ砂漠から吹く大変乾燥した貿易風）によっていくらか和らぐ。またその時期が一年で最も涼しい期間である。平均気温は一年中21 - 31°Cである。
| フリータウンの気候     | フリータウンの気候 | フリータウンの気候 | フリータウンの気候 | フリータウンの気候 | フリータウンの気候 | フリータウンの気候 | フリータウンの気候 | フリータウンの気候 | フリータウンの気候 | フリータウンの気候 | フリータウンの気候 | フリータウンの気候 | フリータウンの気候 |
| 月                     | 1月                | 2月                | 3月                | 4月                | 5月                | 6月                | 7月                | 8月                | 9月                | 10月               | 11月               | 12月               | 年                 |
| ---------------------- | ------------------ | ------------------ | ------------------ | ------------------ | ------------------ | ------------------ | ------------------ | ------------------ | ------------------ | ------------------ | ------------------ | ------------------ | ------------------ |
| 最高気温記録 °C （°F） | 33 (91)            | 34 (93)            | 35 (95)            | 35 (95)            | 34 (93)            | 33 (91)            | 32 (90)            | 31 (88)            | 32 (90)            | 33 (91)            | 34 (93)            | 32 (90)            | 35 (95)            |
| 平均最高気温 °C （°F） | 29 (84)            | 30 (86)            | 30 (86)            | 31 (88)            | 30 (86)            | 30 (86)            | 28 (82)            | 28 (82)            | 28 (82)            | 29 (84)            | 29 (84)            | 29 (84)            | 29 (84)            |
| 平均最低気温 °C （°F） | 24 (75)            | 24 (75)            | 25 (77)            | 25 (77)            | 24 (75)            | 23 (73)            | 23 (73)            | 23 (73)            | 23 (73)            | 23 (73)            | 24 (75)            | 24 (75)            | 24 (75)            |
| 最低気温記録 °C （°F） | 20 (68)            | 21 (70)            | 21 (70)            | 21 (70)            | 21 (70)            | 20 (68)            | 21 (70)            | 20 (68)            | 21 (70)            | 19 (66)            | 20 (68)            | 19 (66)            | 19 (66)            |
| 降水量 mm （inch）     | 13 (0.51)          | 3 (0.12)           | 13 (0.51)          | 56 (2.2)           | 160 (6.3)          | 302 (11.89)        | 894 (35.2)         | 902 (35.51)        | 610 (24.02)        | 310 (12.2)         | 132 (5.2)          | 41 (1.61)          | 3,436 (135.28)     |
| 出典：BBC Weather      |                    |                    |                    |                    |                    |                    |                    |                    |                    |                    |                    |                    |                    |

## 市内の名所

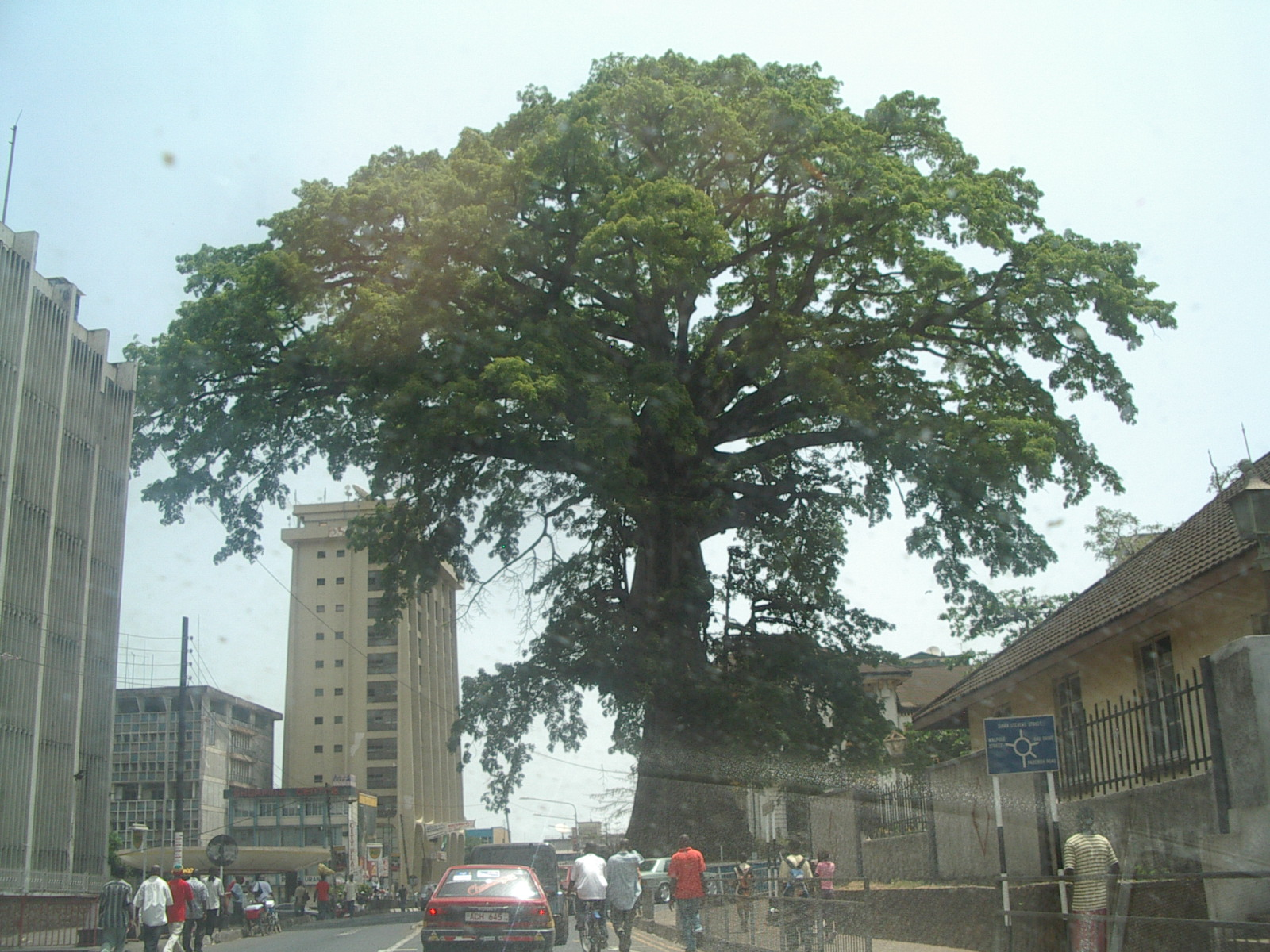
コットン・ツリー

市内の見所は樹齢500年フリータウンのシンボルであり、重要文化財でもあるコットン・ツリー（Cotton Tree）と呼ばれる木がある。1792年3月にこの地に辿り着いた北アメリカの解放奴隷の黒人達がこの木に集まり、自由の土地に救済された事に神に感謝する為、感謝祭を行い白人説教者のナサニエル・ギルバートの説教と、デヴィッド・ジョージやモーゼス・ウィルキンソンらアメリカから来た黒人の牧師による神への感謝の祈りと讃美歌を歌ったと言う伝説のある木である。コットン・ツリーからすぐ東には皆殺し作戦と呼ばれた戦乱の傷跡を残す裁判所があり、さらに近くには植民地時代の建物ステート・ハウスがある。コットン・ツリーの西には国立博物館があり、小規模だがシエラレオネに関する資料や格部族の仮面や伝統工芸が展示してある。ジャマイカ系の解放奴隷マルーンが建てたセントジョンズ・マルーン教会は1820年に建てられたフリータウン最古の教会であり、1956年に国家遺産に指定されている。他の教会や聖堂やモスクも市内で見かける。ビクトリア・パーク市場、イースト・ストリート市場、キングジミー市場などはフリータウンの主な市場である。市内の南にあるレイチェスター・ヒルと言う丘がありフリータウンを一望出来、クリオ・ハウスと言う木造建造物がある。この建造物はイギリスやジャマイカなどからこの地に来た解放奴隷たちが住んでいた歴史のある古い家である。
2007年イギリスの奴隷貿易禁止する法律が成立してから200周年に従い街にある通りなどはアフリカの奴隷廃止運動家の名に変える事が提案された。シャーロット通りはアミスタッド号反乱のシンケ・ピエの名に変更され、ウォータールー通りは、元奴隷で奴隷解放運動家のオラウダ・エクイアノの名に変更される事となった。
市内にあるシエラレオネ大学のフォーラー・ベイ・カレッジは、1827年に教会宣教師協会によって、主に神学の教育の為に設立された。イギリスのダラム大学とは1876年以来、姉妹校となっている。西アフリカ英語系の最等教育機関で最古の大学であるこの大学は別名西アフリカのアテネとも言われている。
郊外にあるウェリントン工業団地は1960年に政府が経済プロジェクトとして開発されたフリータウンの工業団地のエリアで、様々な製品が生産されている。シエラレオネで圧倒的なシェアを誇る「スタービール」と呼ばれるビールを生産するビール会社シエラレオネ・ビール・リミテッドもその一つ。
同じくフリータウン郊外にあるウエスタンエリア国立公園のタキュガーマ・チンパンジー自然保護区には絶滅危惧種にある希少なチンパンジーがいる。

## 交通

### 空港
フリータウンから入り江を渡ったルンギにルンギ国際空港がある。

### 港湾
- フリータウン港

## 教育
- フォーラー・ベイ・カレッジ

## 出身人物
- パトリシア・ピッチニーニ - オーストラリアで活躍する芸術家。

## 姉妹都市・提携都市
- カンザスシティ（アメリカ合衆国ミズーリ州）
- ニューヘイブン（アメリカ合衆国コネチカット州）

提携都市
- キングストン・アポン・ハル（イギリスヨークシャー州）